# Tadanobu Asano
Tadanobu Asano (Yokohama, 27 de noviembre de 1973) es un actor japonés que ha trabajado con directores como Takeshi Kitano, Nagisa Oshima, Pen-Ek Ratanaruang, Takashi Miike, Hirokazu Kore-eda, Hou Hsiao Hsien, Peter Berg o Martin Scorsese entre otros.

## Biografía
Tadanobu Asano nació el 27 de noviembre de 1973 en Yokohama (Japón), de madre medio estadounidense (Nisei) y padre japonés. Tadanobu era un apasionado de la música y el dibujo, pero su padre, representante y productor televisivo, intentó introducirlo en el mundo de la interpretación y a los 16 años lo ficharía, sin mucho entusiasmo del joven, para la serie San-nen B-gumi Kinpachi sensei 3 (1990). Casi simultáneamente empezaría su carrera en la gran pantalla con un papel en la cinta Bataashi kingyo (Joji Matsuoka, 1990), adaptación de un manga de Minetaro Mochizuki.
Desde ese momento Tadanobu empezaría más activamente su carrera como actor, que despegaría de forma significativa tras su participación en el telefilm Fried Dragon Fish (Shunji Iwai, 1993). Su carrera empezaba a tomar forma y su participación en la película Maboroshi no hikari (Hirokazu Koreeda, 1995) le haría despegar internacionalmente por su excelente interpretación. A partir de este momento Asano dejaría la televisión para dedicarse en exclusiva a su carrera como actor cinematográfico.
Un año después de Maborosi participaría en la película Picnic (Shunji Iwai, 1996), que protagonizaba la popstar Chara. Detrás de las cámaras el amor surgió entre los dos actores y contraen matrimonio poco después. La pareja tiene actualmente 2 hijos, Sumire y Himi. Durante ese año también protagonizó diversas películas como Helpless (Shinji Aoyama, 1996) o Focus (Satoshi Isaka, 1996), estas cintas le servirían para encasillarse dentro del rol de «joven rebelde» que aun conserva. Además empezó a hacer incursiones fuera de las fronteras japonesas, colaborando en una campaña publicitaria para el diseñador de moda Takeo Kikuchi que dirigió el cineasta hongkonés Wong Kar Wai, sirviéndole esta experiencia para relacionarse con el mundo del cine de este país.
En 1997 participó en Yume no Ginga Laberinto de sueños (Sōgō Ishii, 1997). Con este director forjaría una gran amistad y de ella surgiría un grupo musical de punk denominado Mach 1.67. Este grupo incluso puso la banda sonora a la película Electric Dragon 80000V (Sōgō Ishii, 2001). Tadanobu tiene muchas aficiones al margen de la música, actúa como modelo publicitario, le gusta la fotografía y es dibujante de mangas en su tiempo libre. Además ha dirigido algunos de los videoclips de su esposa.
Asano participaría en proyectos como Love & Pop (Hideaki Anno, 1998) o Neji-Shiji (Teruo Ishii, 1998), hasta que le llegó su confirmación internacional con la cinta Gohatto (Nagisa Ōshima, 1999), que versa sobre samuráis gais en una complicada época de la historia del Japón. En esta cinta trabajaría con Ryūhei Matsuda y Takeshi Kitano. A partir de 1999 protagoniza películas como Gojoe reisenki: Gojoe (Sōgō Ishii, 2000) o Distance, donde vuelve a colaborar con Koreeda. En 2001 también participa en Koroshiya 1 Ichi The Killer (Takashi Miike, 2001), una película de culto dentro de la filmografía de este polémico director japonés.
2003 sería un buen año para Tadanobu, primero protagoniza Dead or Run (Sōgō Ishii). Luego, junto con Sinitta Boonyasak, protagoniza Last Life in the Universe, del tailandés Pen-Ek Ratanaruang, con el que también trabaja en Invisible Waves (2006). Por su papel en Last Life in the Universe ganó el premio Upstream al mejor actor en el Festival Internacional de Cine de Venecia. Después aparece también en la galardonada adaptación de Zatoichi que firma Takeshi Kitano, con el que también trabajaría en la siguiente cinta de éste titulada Takeshis’ (2005). Estas películas, sobre todo las de Kitano, vuelven a hacer que la comunidad internacional hable de él.
En 2004 Tadanobu decide hacer su primera, y hasta ahora única, incursión en la dirección con la película Tori (Tadanobu Asano, 2004), en la que no solo dirige, sino que protagoniza y pone la banda sonora. El trabajo de Asano se multiplica y aparece en películas del corte de Cha no aji El sabor del té (Katsuhito Ishii, 2004), Survive Style 5+ (Gen Sekiguchi, 2004), Taga tameni (Taro Hyugaji, 2005) o Tôkyô zonbi (Sakichi Satô, 2005). Entre sus últimos proyecto se cuentan la película 4.6 Billion Years of Love, que se estrenará en 2006, y Mongol (de Serguéi Bodrov).
En 2012, trabajó en la película de Peter Berg, Battleship, junto a Taylor Kitsch, como el capitán Nagata de la Fuerza Marítima de Autodefensa de Japón.
Carismático, de característico rostro y rebeldía eterna, Asano es descrito en Japón como una mezcla de Johnny Depp y Toshirô Mifune.
En noviembre de 2016 se estrenará unas de sus primeras colaboraciones con Hollywood. Trabaja en la nueva película de Martin Scorsese, Silence junto con Liam Neeson y Andrew Garfield
En 2019, tuvo un rol destacable como el almirante Tamon Yamaguchi en el film  Midway: Batalla en el Pacífico dirigida por Roland Emmerich.
En 2023, participó en la serie de Netflix,  Shōgun, junto a Hiroyuki Sanada interpretando sólidamente al díscolo y excéntrico samurái "Yabu" aliado de Toronaga, Kashigi Yabushige como personaje secundario. Por esta actuación, fue ganador del Globo de Oro 2025 en la categoría de mejor actor secundario en una serie.

## Filmografía

### Cine
| Año  | Título                            | Papel                        |
| ---- | --------------------------------- | ---------------------------- |
| 1995 | Maborosi                          | Ikuo                         |
| 1997 | El laberinto de los sueños        | Tatsuo Niitaka               |
| 1998 | Shark Skin Man and Peach Hip Girl | Kuroo Samehada               |
| 1999 | Gemini                            | Vengador con espada          |
| 1999 | Gohatto                           | Hyōzō Tashirō                |
| 2001 | Ichi the Killer                   | Kakihara                     |
| 2003 | Zatōichi                          | Hattori Genosuke             |
| 2004 | Survive Style 5+                  | Ishigaki Masahiro            |
| 2007 | Mongol                            | Temuyín (Gengis Kan)         |
| 2011 | Thor                              | Hogun                        |
| 2012 | Battleship                        | Capitán Yugi Nagata          |
| 2013 | Thor: The Dark World              | Hogun                        |
| 2013 | 47 Ronin                          | Lord Kira                    |
| 2014 | Parasyte: Part 1                  | Gotou                        |
| 2016 | Silence                           | Intérprete de los sacerdotes |
| 2017 | Thor: Ragnarok                    | Hogun                        |
| 2018 | The Outsider                      | Kiyoshi                      |
| 2019 | Midway                            | Tamon Yamaguchi              |
| 2020 | Minamata                          | Tatsuo Matsumura             |
| 2021 | Mortal Kombat                     | Lord Raiden                  |
| 2021 | Kate                              | Renji                        |
| 2023 | We're Broke, My Lord!             | Isogai Heihachirō            |
| 2023 | Kubi                              | Kuroda Kanbei                |
| 2024 | The Box Man                       | Doctor falso                 |
| 2024 | The Women in the Lakes            | Isami                        |
| 2025 | Ravens                            | Masahisa Fukase              |
| 2025 | Kanasando                         |                              |
| 2025 | Broken Rage                       | Detective Inoue              |
| 2025 | Mortal Kombat 2                   | Lord Raiden                  |

### Televisión
| Año  | Título                                             | Rol               | Canal                | Notas                                                    |
| ---- | -------------------------------------------------- | ----------------- | -------------------- | -------------------------------------------------------- |
| 1988 | Kinpachi-sensei                                    | Masahiro Azuma    | TBS                  |                                                          |
| 1993 | Fried Dragon Fish                                  | Natsuro           | Fuji TV              | Elenco principal, película de TV                         |
| 1993 | Haru no Ichizoku                                   | Tomoki            | NHK                  |                                                          |
| 2006 | Japanorama                                         | El mismo          | BBC Three            | Documental de TV                                         |
| 2011 | Sutekina Kakushi Dori: Kanzen Muketsu no Concierge | Artista           | Fuji TV              | Elenco principal, película de TV                         |
| 2011 | Yonimo kimyô na Monogatari                         | Killer            | Fuji TV              | Elenco principal, película de TV                         |
| 2017 | A Life: A Love                                     | Masao Danjō       | TBS                  |                                                          |
| 2019 | Idaten                                             | Shōjirō Kawashima | NHK                  | Elenco principal serie de TV                             |
| 2021 | Welcome Home, Monet                                | Shinji Oikawa     | NHK                  | Asadora                                                  |
| 2024 | Shōgun                                             | Kashigi Yabushige | FX on Hulu / Disney+ | Elenco principal, miniserie de TV (10 episodios) Disney+ |